# La Luz de las Imágenes
La Fundación de la Comunidad Valenciana La Luz de las Imágenes fue una fundación, con sede en la ciudad de Valencia, que tuvo como objetivo la recuperación, la intervención y la difusión del patrimonio histórico-artístico valenciano. 

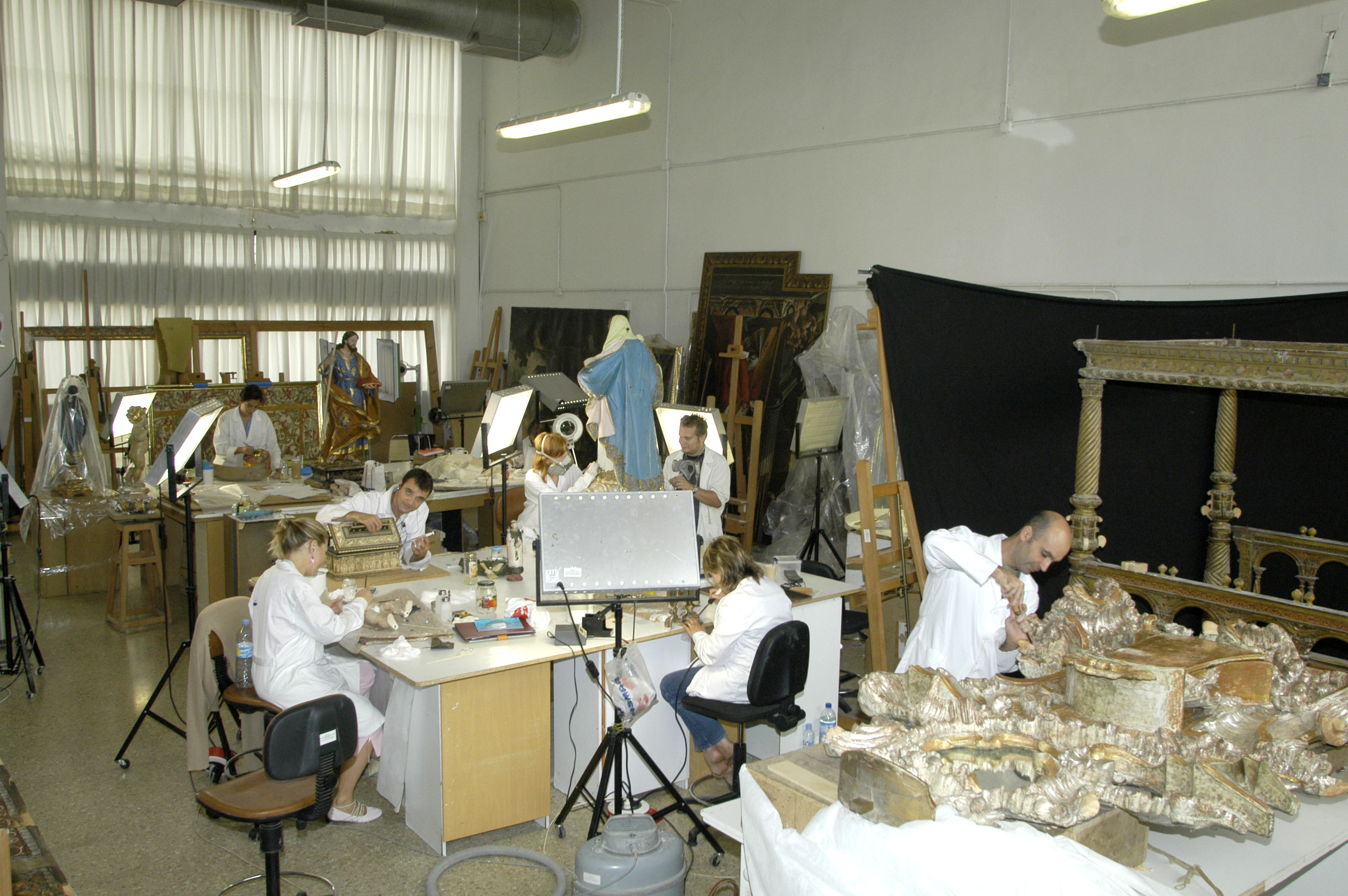
Taller de restauración de bienes muebles de La Luz de las Imágenes en Bétera.

## Historia

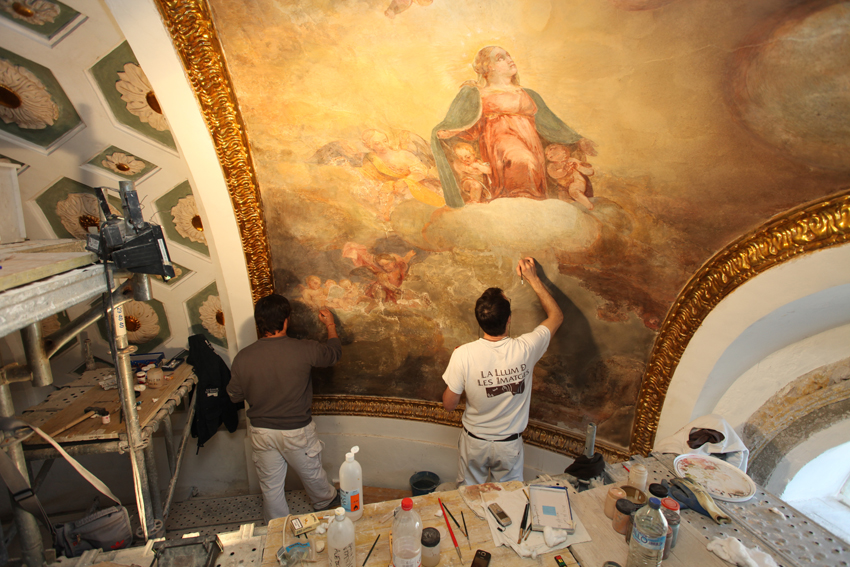
Restauración de la capilla de la Virgen de los Desamparados en Alcoy, en 2011, a cargo de la Luz de las Imágenes para la exposición de 'Camins d'Art'

Creada en el año 1999, a iniciativa de la Generalidad Valenciana, La Luz de las Imágenes llegó a realizar 10 campañas de restauración a lo largo de la Comunidad Valenciana. A cada una de estas campañas restauradoras de bienes muebles e inmuebles, le seguía una exposición temporal en la que se mostraban, en los edificios intervenidos, los bienes muebles restaurados.
Durante el tiempo en que estuvo activa, restauró 2.680 bienes artísticos muebles, patrimonio in situ e inmuebles en 110 poblaciones de la Comunidad Valenciana. La Generalidad Valenciana, a través de La Luz de las Imágenes, invirtió más de 93 millones de euros en estas campañas de recuperación patrimonial, y en ellas participaron 929 restauradores, 159 arquitectos e ingenieros, 42 arqueólogos y más de 500 historiadores.
Las exposiciones organizadas por La Luz de las Imágenes fueron visitadas por más de tres millones y medio de personas y en los talleres didácticos organizados por la Fundación y patrocinados por Bancaja participaron más de 350.000 usuarios.
La Fundación estaba gestionada por un Patronato, que era el órgano de gobierno, representación y administración. Los miembros del Patronato eran la Generalidad Valenciana, el Arzobispado de Valencia, la Conselleria de Turismo, Cultura y Deporte de la Generalidad Valenciana, el Grupo Iberdrola, Bancaja, la Fundación Generalidad Valenciana-Iberdrola, Radiotelevisión Valenciana (RTVV), los ayuntamientos de Valencia, Castellón de la Plana, Alicante, Segorbe, Orihuela, Sant Mateu, Játiva, Burriana, Villarreal, Alcoy; las diputaciones provinciales de Castellón, Valencia y Alicante, y los obispados de Segorbe-Castellón, de Orihuela-Alicante y de Tortosa.
En el año 2009 recibió el premio internacional Europa Nostra, en la categoría de dedicación a la conservación del patrimonio. El jurado del premio destacó la labor de la Fundación desde 1999 por la «enorme cantidad de bienes muebles e inmuebles restaurados» y por su trabajo de difusión mediante «los talleres didácticos, las exposiciones y las publicaciones». En 2012 recibió además otro galardón internacional, el premio CICOP (Centro Internacional para la conservación del Patrimonio) por su labor excepcional y relevante en el campo del Patrimonio Cultural de la Humanidad.
El 30 de septiembre de 2014 se disolvió.

## Exposiciones

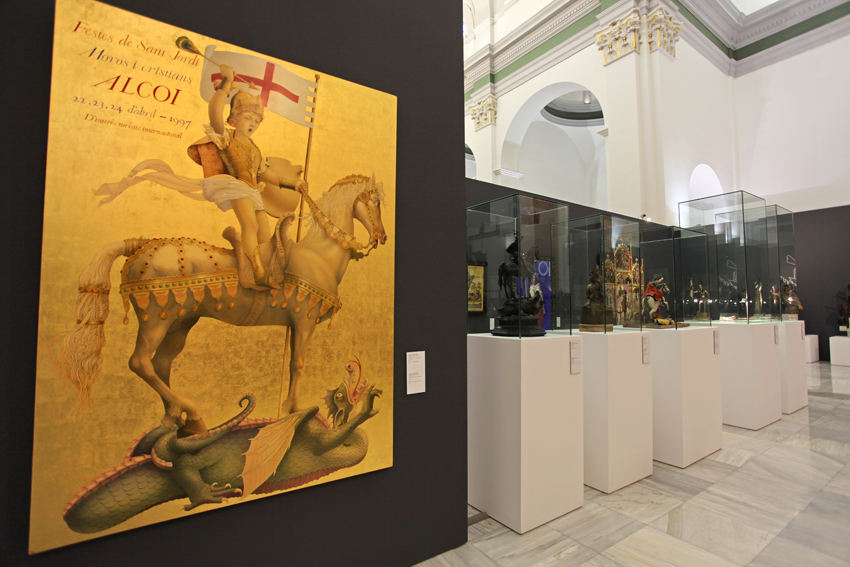
Exposición 'Camins d'Art' de La Luz de las Imágenes en la iglesia de Santa María de Alcoy

Exposiciones realizadas por La Luz de las Imágenes desde 1999:
- «Puchra Magistri. L'esplendor del Maestrat a Castelló», Culla, Catí, Benicarló, Vinaròs, 2013-2014.
- «Camins d'Art», Alcoy, 2011-2012.
- «La Gloria del Barroco», Valencia, 2009-2010.
- «Espais de Llum», Castellón, Villarreal, Borriana, 2008-2009.
- «Lux Mundi», Xàtiva, 2007.
- «La Faz de la Eternidad», Alicante, 2006.
- «Paisajes Sagrados», Sant Mateu, Traiguera, Albocàsser, Peñíscola, Castellfort, Benifassà, 2005.
- «Semblantes de la Vida», Orihuela, 2003-2004.
- «Desconocida, Admirable», Segorbe, 2001-2002.
- «Sublime», Valencia, 1999.

## Restauración

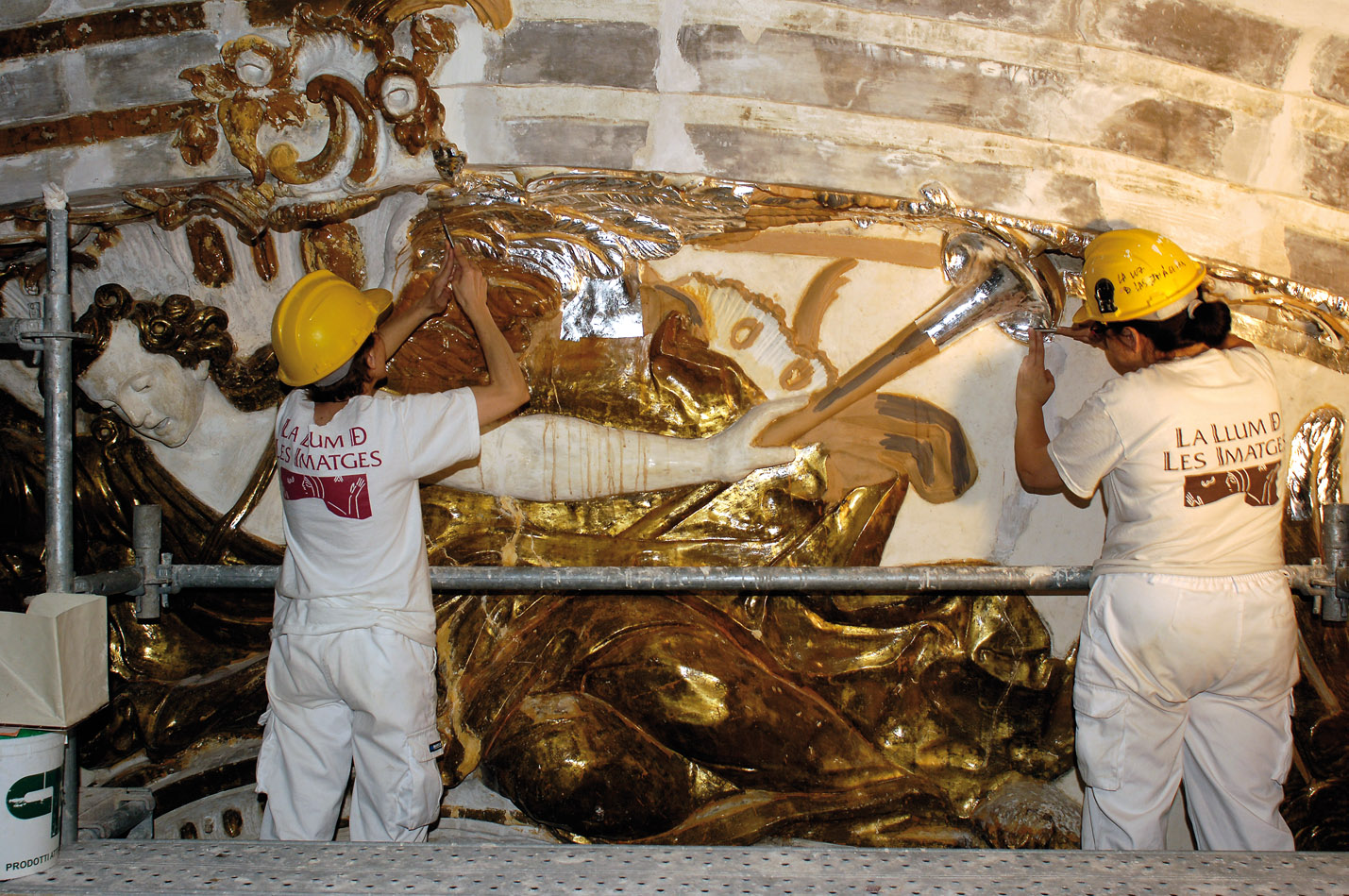
Restauración del imafronte de la iglesia de San Juan de la Cruz de Valencia, en 2009, a cargo de La Luz de las Imágenes, con motivo de la exposición 'La Gloria del Barroco'

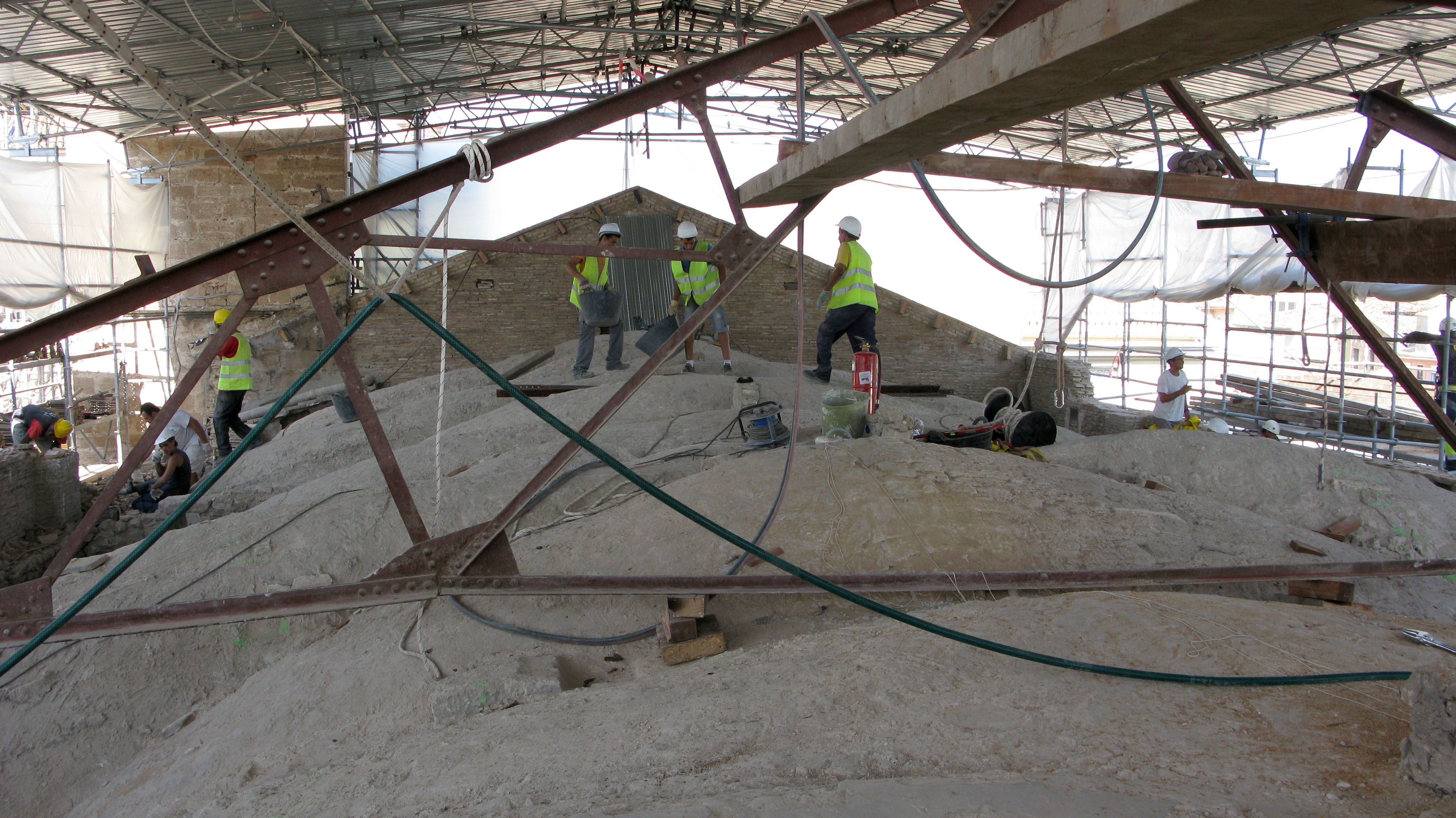
Restauración de las cubiertas de la iglesia de San Esteban de Valencia en 2010 con motivo de la exposición'La Gloria del Barroco'

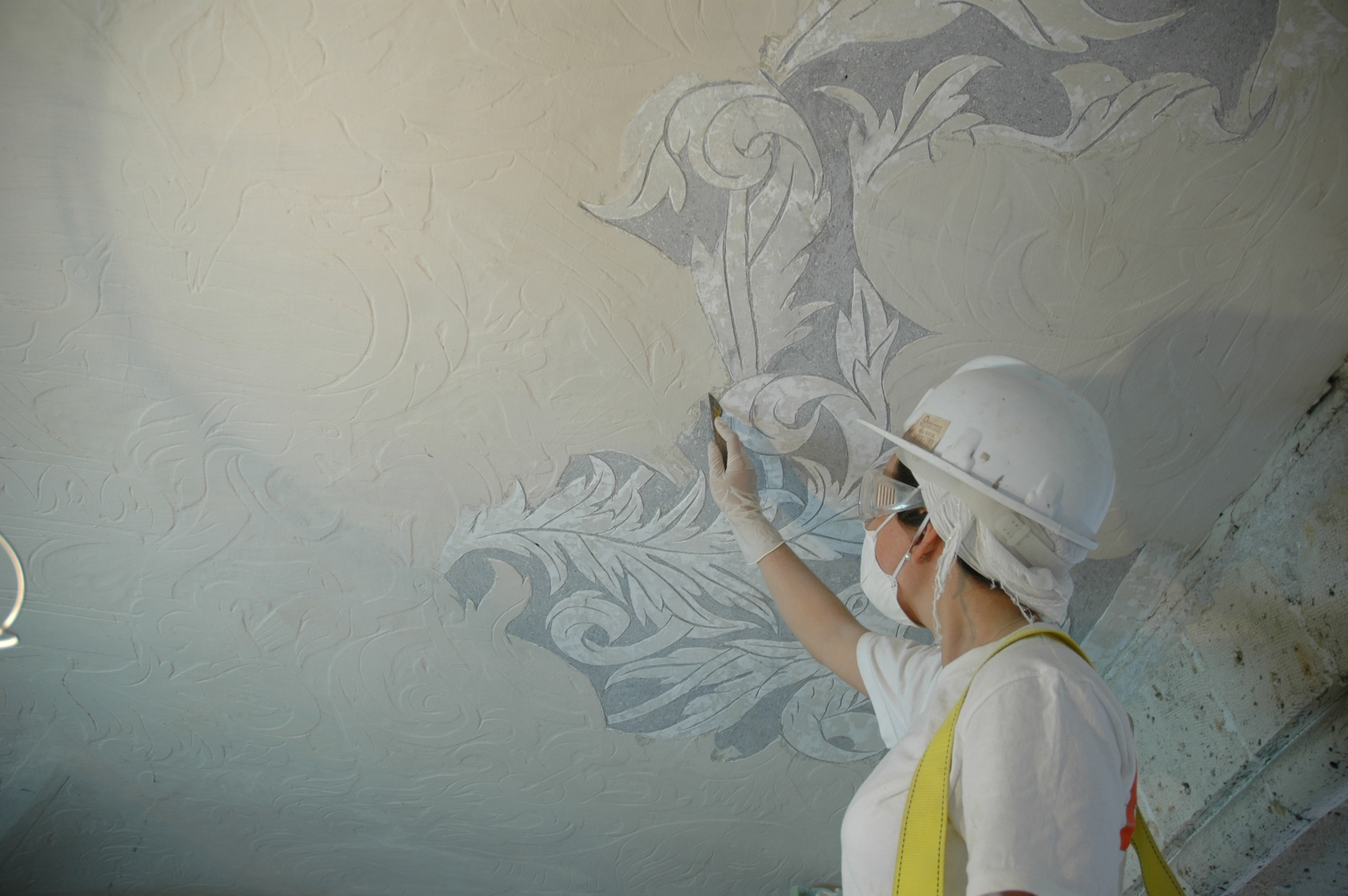
Restauración de los esgrafiados de la iglesia de Nuestra Señora de la Asunción de Catí (Castellón) para «Pulchra Magistri. L'esplendor del Maestrat a Castelló»

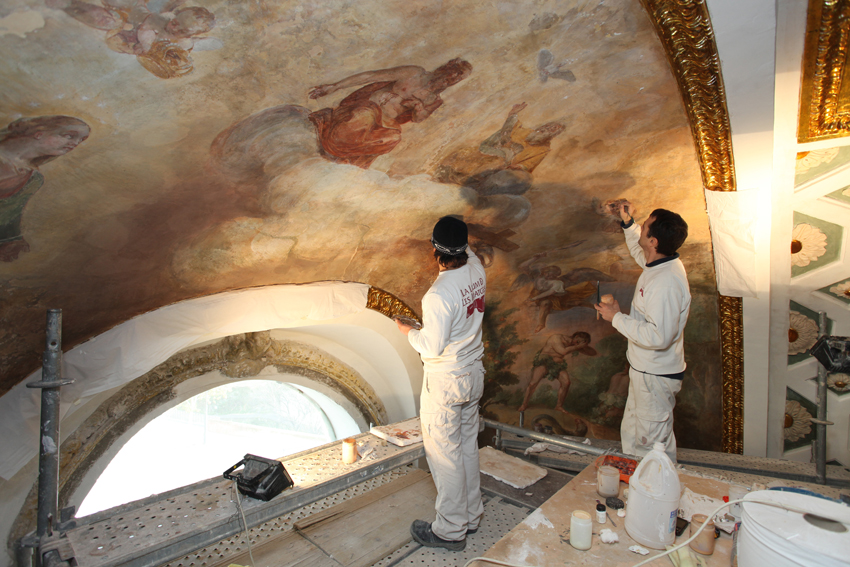
Restauración de los frescos de la capilla de la Mare de Déu de Alcoy para la exposición «Camins d'Art»

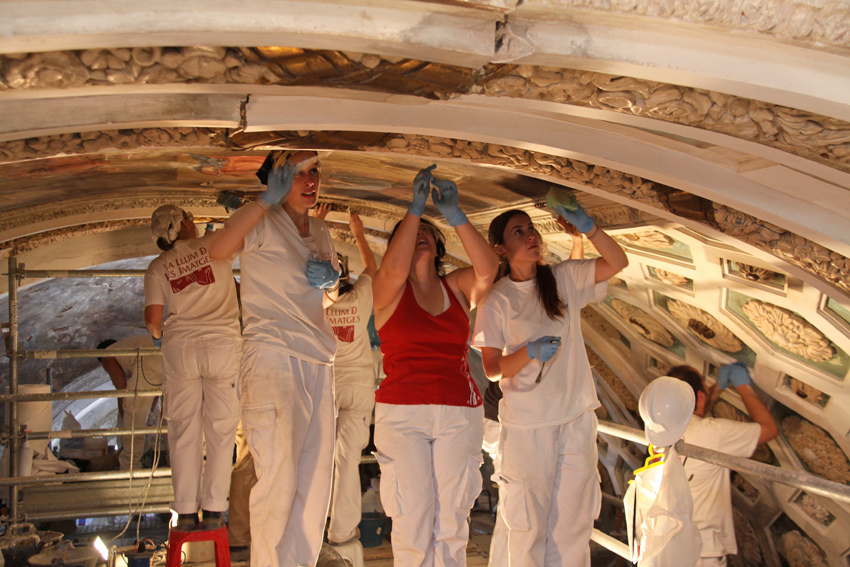
Restauración de la bóveda de la capilla de la Mare de Déu de Alcoy para la exposición «Camins d'Art»

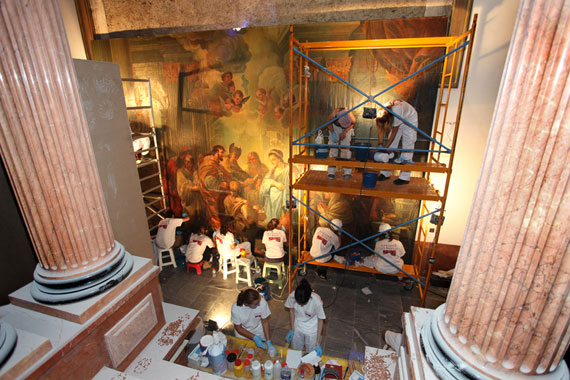
Restauración de uno de los enormes lienzos de la iglesia de Santa María de Alcoy para la exposición «Camins d'Art»

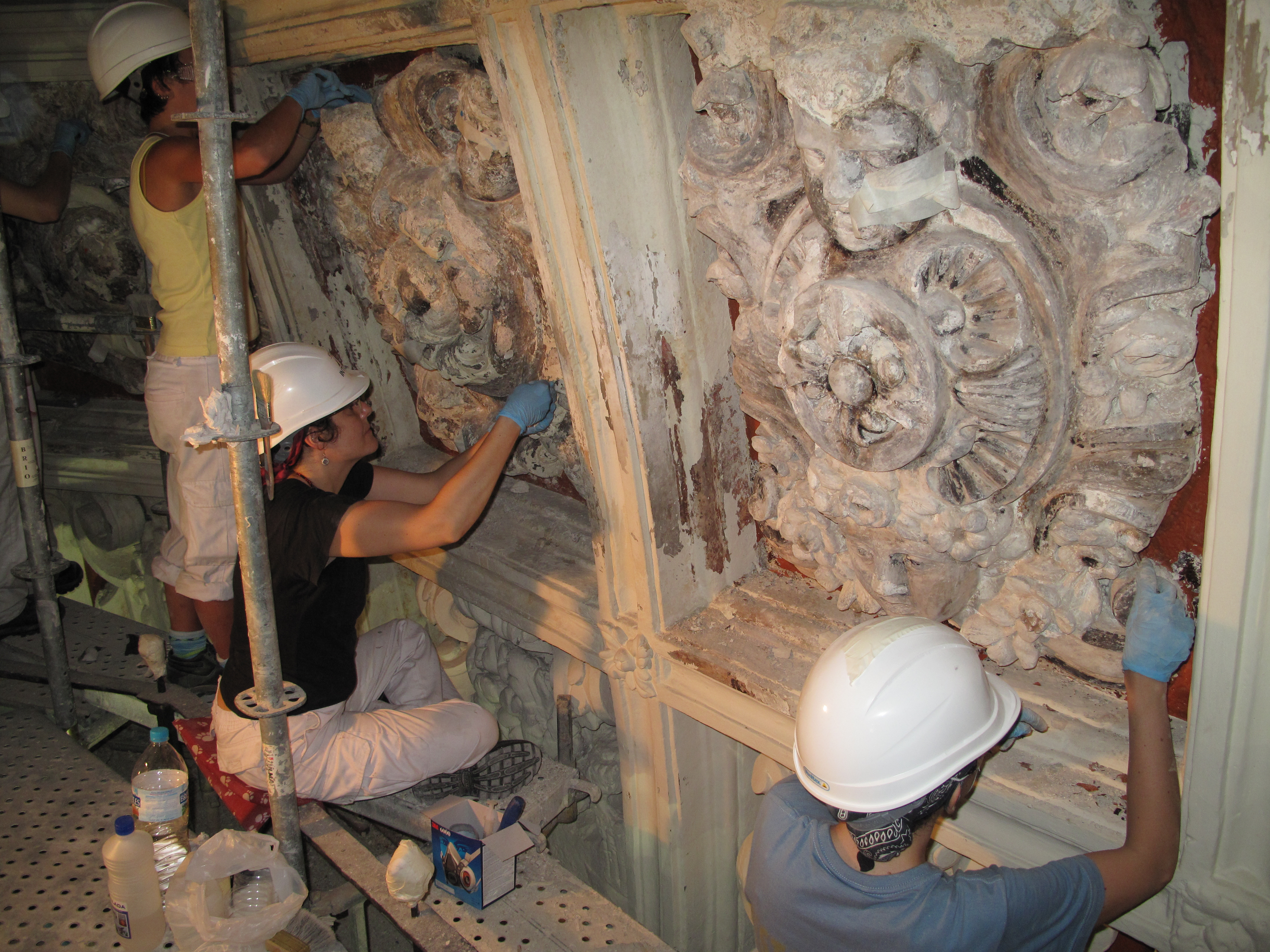
Restauración del artesonado de la iglesia de San Martín de Valencia para la exposición «La Gloria del Barroco»

Desde 1999 hasta 2013 La Luz de las Imágenes intervino y restauró 56 edificios y entornos patrimoniales:
Albocàsser:
- Ermitorio de Sant Pau
- Intervención paisajística ermitorio de Sant Pau

Alcoy: 
- Iglesia parroquial de Santa María
- Antiguo asilo de las Hermanitas de los Pobres Ancianos Desamparados
- Capilla de la Virgen de los Desamparados
- Fachada norte de la iglesia de San Mauro y San Francisco
- Iluminación del ábside de la iglesia de San Jorge

Alicante:  
- Monasterio de la Santa Faz
- Fachadas del caserío de la plaza de la Santa Faz
- Fachada convento de las canónigas de San Agustín
- Concatedral de San Nicolás
- Plaza de la iglesia de Santa María

Altura:
- Cartuja de Vall de Crist

Benicarló:
- Iglesia de San Bartolomé

Burriana:
- Iglesia de El Salvador
- Muralla musulmana
- Torre musulmana

Castellfort:
- Ermita de la Mare de Déu de la Font
- Intervención paisajística ermita de la Mare de Déu de la Font
- Intervención paisajística ermita de Sant Pere

Catí: 
- Iglesia de Nuestra Señora de la Asunción
- Casa-lonja de la Vila

Culla:
- Casa abadía

Orihuela:
- Catedral de Orihuela
- Iglesia del convento de Santo Domingo
- Iglesia de las Santas Justa y Rufina
- Iglesia de Santiago
- Adecuación palacio episcopal

Peñíscola:
- Iglesia de Nuestra Señora del Socorro
- Casa del Agua de Peñíscola

Sant Mateu:
- Iglesia arciprestal
- Ayuntamiento
- Iglesia de Sant Pere
- Fachada del palau de Villores
- Casa abadía

Segorbe:
- Catedral
- Iglesia de San Martín
- Iglesia de San Joaquín y Santa Ana
- Seminario
- La muralla

Traiguera:
- Ermita de la Mare de Déu de la Salut
- Intervención paisajística R. S. Mare de Déu de la Font de la Salut

Valencia:
- Catedral
- Iglesia de San Esteban
- Iglesia de San Martín
- Iglesia de San Juan de la Cruz
- Fachada de la iglesia de San Lorenzo
- Iglesia de San Luis Bertrán

Vall de Gallinera:
- Accesos al castillo de la Vall de Gallinera

Villarreal:
- Iglesia arciprestal de San Jaime

Vinaròs:
- Iglesia arciprestal de Nuestra Señora de la Asunción

Xàtiva:
- Seu colegiata basílica de Santa María
- Capilla y fachada del antiguo hospital
- Convento de Sant Doménec
- Iglesia de Sant Francesc
- Casa de la Enseñanza
- Muralla musulmana

## Publicaciones
La Luz de las Imágenes, como parte de la tarea de difusión del trabajo que realiza, ha editado hasta el momento 10 catálogos sobre el contenido de las piezas mostradas en las exposiciones realizadas, 7 libros sobre el trabajo de restauración llevado a cabo en los bienes muebles e inmuebles para las mencionadas muestras, 17 audiovisuales y 10 CD de música, entre otras publicaciones. 